# Попов, Пётр Ксенофонтович
Пётр Ксенофонтович Попов (1868 -?) — русский полицейский администратор, генерал-майор Отдельного корпуса жандармов (1916).
Получил образование в Оренбургском Неплюевском кадетском корпусе и 3-м Алексеевском военном училище. С 1886 года служил в конном полку Оренбургского казачьего корпуса, с 1894 года — адъютант Симбирского губернского жандармско убийства Гго управления, с 1895 — помощник начальника Екатеринославского ГЖУ по Бахмутскому и Славяносербскому уездам. С 1902 года — помощник начальника Донского областного ЖУ по Таганрогскому округу. С 1907 года — в резерве при Харьковском ГЖУ, исполнял обязанности начальника Харьковского ГЖУ. С 1909 г. — и.д. начальника Полтавского ГЖУ, с июля 1909 года — начальник Севастопольского ЖУ.
С апреля 1914 года — начальник Петербургского охранного отделения, с 1915 года — штаб-офицер для поручений при министерстве внутренних дел, с 1916 года — генерал для поручений при министре внутренних дел. В декабре 1916 года по поручению А. Д. Протопопова вёл расследование убийства Распутина.
Автор учебника по истории революционного движения Российского империи, изданного в качестве пособия «для служебного пользования».
После Октябрьской революции 1917 года — участник Белого движения на востоке России. 12 марта 1920 был арестован органами ЧК в Омске и 28 апреля 1920 года особым отделом 5-й армии приговорён без принятия окончательного решения по делу[прояснить].
Реабилитирован 26.11.1999 Прокуратурой Омской области.